# Съюзна контролна комисия
Съюзната контролна комисия (СКК) е контролен орган, създаден да следи за изпълнението на условията на Московското примирие, сключено на 28 октомври 1944 г. между България и Великите сили победителки.
В състава на СКК влизат представители на СССР, Великобритания и САЩ, но работата ѝ е изцяло под съветски контрол. Председател на комисията официално е маршал Фьодор Толбухин, но поради отсъствието си от страната е заместван от генерал-полковник Сергей Бирюзов.
СКК започва да функционира в края на ноември, когато в България пристигат специални мисии на Великобритания и Съединените щати. До септември 1945 година комисията провежда само 3 заседания – на 29 ноември, 7 декември и 27 декември 1944 година. В същото време тя създава свои служби – в София, всички областни градове и главните пристанища – които са изцяло съставени от съветски представители.
Целите на комисията са:
- да контролира за предаването на СССР на всички обекти, принадлежали до този момент на Германия и съюзниците ѝ,
- да съдейства за прочистването на Българската армия от фашистки елементи,
- да подпомага преминаването на войската и флота към мирновременно устройство и др.

Поради доминирането на съветското участие в комисията, в определени моменти тя оказва влияние върху вътрешнополитическото развитие в България. Под натиска на САЩ и Великобритания, изборите за XXVI обикновено народно събрание през 1945 година са отложени, като се дава възможност за формалното участие на опозицията в тях. Въпреки това опозицията ги бойкотира и през 1946 година са проведени нови избори.
Комисията преустановява дейността си на 15 септември 1947 г. след влизането в сила на Парижкия мирен договор.